# 日本学校保健会
公益財団法人日本学校保健会（にほんがっこうほけんかい、英: Japan Society of School Health、英略称: JSSH）は、日本における学校保健の向上発展に寄与することを目的とする日本の公益財団法人である。旧公益法人制度下での主務官庁は文部科学省だった。

## 沿革
- 1920年（大正09年）12月05日 - 帝国学校衛生会が発足[3]。
- 1935年（昭和10年）02月23日  - 財団法人に認可（主務官庁は文部省）[9]。
- 1946年（昭和21年）01月28日 - 日本聯合学校歯科医会と合併し、財団法人日本学校衛生会を設立[10]。（主務官庁は文部省）。
- 1954年（昭和29年）07月17日 - 財団法人日本学校保健会に名称変更[11]。
- 1973年（昭和48年）07月25日 - 『学校保健百年史』刊行[12]（文部省委託事業[13]）。
- 1999年（平成11年）08月08日 - 本会の事務局が完成後の虎ノ門2丁目タワー6階への移転を完了[14]。
- 2012年（平成24年）06月01日 - 公益財団法人に移行[4]。

### 歴代会長
注：代数の通し番号については、『百年史』の体裁に拠った。
| 代数 | 歴代会長     | 所属団体等             | 在任期間                                                                                   | 出典                 |
| ---- | ------------ | ---------------------- | ------------------------------------------------------------------------------------------ | -------------------- |
| 初代 | 三宅秀       | 東京帝国大学名誉教授   | 【帝国学校衛生会 期】 1923年 ～ 【財団法人帝国学校衛生会 期】 1935年2月23日～1938年3月16日 | [ 16 ] [ 17 ]        |
| 02代 | 横手千代之助 | 東京帝国大学名誉教授   | 1938年～1941年11月14日                                                                     | [ 18 ] [ 17 ]        |
| 03代 | 三宅鑛一     | 東京大学医学部名誉教授 | 1941年～ 【財団法人日本学校衛生会 期】 1946年1月28日～1954年7月6日                         | [ 19 ] [ 20 ] [ 21 ] |
| 04代 | 栗山重信     | 東京大学名誉教授       | 【財団法人日本学校保健会 期】 1955年4月22日〜1971年                                        | [ 22 ] [ 21 ]        |
| 05代 | 東俊郎       | 順天堂大学教授         | 1971年5月18日～1987年1月24日                                                               | [ 23 ] [ 24 ] [ 25 ] |
| 06代 | 村瀬敏郎     | [ 注釈 2 ]             | 1988年5月27日 ～1997年5月                                                                  | [ 27 ]               |
| 07代 | 矢野亨       | 日本医師会会長         | 1997年5月～2005年5月                                                                       | [ 28 ] [ 29 ]        |
| 08代 | 植松治雄     | 日本医師会会長         | 2005年5月30日〜2007年5月                                                                   | [ 30 ] [ 31 ]        |
| 09代 | 唐沢祥人     | 日本医師会会長         | 2007年5月〜2011年5月                                                                       | [ 32 ] [ 33 ] [ 34 ] |
| 10代 | 原中勝征     | 日本医師会会長         | 2011年5月〜 【公益財団法人日本学校保健会 期】 2011年11月17日 〜2012年9月                   | [ 36 ] [ 37 ] [ 38 ] |
| 11代 | 横倉義武     | 日本医師会会長         | 2012年9月13日〜2021年6月                                                                   | [ 39 ] [ 37 ]        |
| 12代 | 中川俊男     | 日本医師会会長         | 2021年6月18日〜2023年6月22日                                                               | [ 40 ]               |
| 13代 | 松本吉郎     | 日本医師会会長         | 2023年6月22日～                                                                            |                      |

## 事業
事業は、主に次の三つに分けられる。
学校保健の振興に関する事業
学校保健の普及に関する事業
- 定期刊行物
  - 会報「学校保健」編集委員会 編『学校保健』日本学校保健会、東京。全国書誌番号:00039626。2021年4月29日閲覧。隔月刊[42]。
  - 日本学校保健会 編『学校保健の動向』丸善出版、東京。ISSN 13477838。全国書誌番号:00105933。年刊[42]。

学校保健の啓発に関する事業
- 定期表彰
  - 全国健康づくり推進学校表彰 - 健康づくりの推進に積極的に取り組み成果を挙げている学校を毎年100校程度表彰している[42]。

## 加盟団体
都道府県及び政令指定都市における学校保健を統轄する次の団体が加盟している。
- 公益財団法人北海道学校保健会 - 1961年（昭和36年）年10月29日設立[44]。
- 青森県学校保健会 - 1924年（大正13年）年10月29日創立[45]。
- 岩手県学校保健会 - 1966年（昭和41年）年9月7日設立[46]。
- 宮城県学校保健会 - 1946年（昭和21年）年12月3日創立[46]。
- 秋田県学校保健連合会 - 1953年（昭和28年）年12月設立[46]。
- 山形県学校保健連合会 - 1916年（大正5年）年創立[46]。
- 福島県学校保健会 - 1949年（昭和24年）年4月設立[46]。
- 茨城県学校保健会 - 1918年（大正7年）年12月創立[47]。
- 栃木県連合学校保健会 - 1955年（昭和30年）年5月設立[46]。
- 群馬県学校保健会 - 1949年（昭和24年）年10月設立[46]。
- 埼玉県学校保健会 - 1948年（昭和23年）年8月設立[46]。
- 千葉県学校保健会 - 1921年（大正10年）年創立[46]。
- 一般財団法人東京都学校保健会 - 1938年（昭和13年）年創立[46]。
- 神奈川県学校保健連合会 - 1964年（昭和39年）年3月設立[46]。
- 新潟県学校保健会 - 1949年（昭和24年）年7月設立[46]。
- 富山県学校保健会 - 1924年（大正13年）年3月創立[46]。
- 石川県学校保健会
- 福井県学校保健会 - 1946年（昭和21年）年7月31日創立[46]。
- 山梨県学校保健会 - 1950年（昭和25年）年4月設立[46]。
- 長野県学校保健会 - 1958年（昭和33年）年11月設立[46]。
- 岐阜県学校保健会 - 1959年（昭和34年）年2月7日設立[48]。
- 静岡県学校保健会 - 1932年（昭和7年）年3月創立[49]。
- 愛知県学校保健会 - 1952年（昭和27年）年5月設立[46]。
- 一般財団法人三重県学校保健会 - 1954年（昭和29年）年4月設立[46]。
- 滋賀県学校保健会 - 1952年（昭和27年）年5月設立[46]。
- 京都府学校保健会 - 1956年（昭和31年）年設立[46]。
- 大阪府学校保健会 - 1947年（昭和22年）年4月創立[46]。
- 兵庫県学校保健会
- 奈良県学校保健会 - 1949年（昭和24年）創立[46]。
- 和歌山県学校保健連合会 - 1958年（昭和33年）4月1日設立[46]。
- 鳥取県学校保健会 - 1949年（昭和24年）創立[46]。
- 島根県学校保健会 - 1951年（昭和26年）4月設立[46]。
- 岡山県学校保健会 - 1951年（昭和26年）11月19日設立[50]。
- 広島県学校保健会 - 1921年（大正10年）年9月創立[46]。
- 山口県学校保健連合会 - 1966年（昭和41年）4月創立[46]。
- 香川県学校保健会 - 1948年（昭和23年）6月設立[46]。
- 徳島県学校保健連合会 - 1920年（大正9年）年4月創立[46]。
- 愛媛県学校保健会 - 1964年（昭和39年）4月1日設立[46]。
- 高知県学校保健会 - 1958年（昭和33年）設立[46]。
- 福岡県学校保健会 - 1942年（昭和17年）6月創立[46]。
- 佐賀県学校保健会 - 1921年（大正10年）年10月創立[46]。
- 長崎県学校保健会 - 1952年（昭和27年）4月設立[46]。
- 公益財団法人熊本県学校保健会 - 2012年（平成24年）4月1日設立[51]。
- 大分県学校保健会 - 1954年（昭和29年）5月1日設立[46]。
- 宮崎県学校保健会 - 1952年（昭和27年）5月23日設立[46]。
- 鹿児島県学校保健会 - 1955年（昭和30年）4月15日設立[46]。
- 沖縄県学校保健会 - 1929年（昭和4年）創立[46]。
- 横浜市学校保健会 - 1948年（昭和23年）設立[46]。
- 名古屋市学校保健会 - 1946年（昭和21年）4月設立[46]。
- 京都市学校保健会 - 1965年（昭和40年）1月26日設立[52]。
- 大阪市学校保健会 - 1951年（昭和26年）7月14日設立[46]。
- 神戸市学校保健会 - 1949年（昭和24年）設立[46]。
- 神戸市学校保健会 - 1949年（昭和24年）設立[46]。
- 川崎市学校保健会 - 1948年（昭和23年）設立[46]。
- 福岡市学校保健会 - 1948年（昭和23年）4月設立[46]。
- 札幌市学校保健会 - 1968年（昭和43年）4月設立[53]。
- 広島市学校保健会 - 1948年（昭和23年）4月設立[46]。
- 仙台市学校保健会
- 千葉市学校保健会 - 1933年（昭和8年）創立[46]。
- さいたま市学校保健会 - 2001年（平成13年）5月1日設立[46]。
- 静岡市学校保健会 - 2005年（平成17年）設立[46]。
- 堺市学校保健会 - 1960年（昭和35年）4月設立[46]。
- 浜松市学校保健会 - 2005年（平成17年）4月設立[46]。
- 新潟市学校保健会 - 2008年（平成20年）4月1日設立[46]。
- 岡山市学校保健会 - 1961年（昭和36年）7月設立[46]。
- 相模原市学校保健会 - 1964年（昭和39年）4月設立[46]。
- 熊本市学校保健会

## 関係団体
- 日本医師会
- 日本眼科医会 - 会長を理事に、常務理事を評議員に充てるのが例となっている[54]。
- 日本耳鼻咽喉科学会 - 日本耳鼻咽喉科学会学校保健委員会から理事・評議員を派遣している[55]。
- 日本学校歯科医会
- 日本薬剤師会
- 全国連合小学校長会
- 全日本中学校長会
- 全国高等学校長協会
- 全国学校保健主事会
- 全国養護教諭連絡協議会
- 全国学校栄養士協議会
- 日本PTA全国協議会
- 全国高等学校PTA連合会